# Stiris

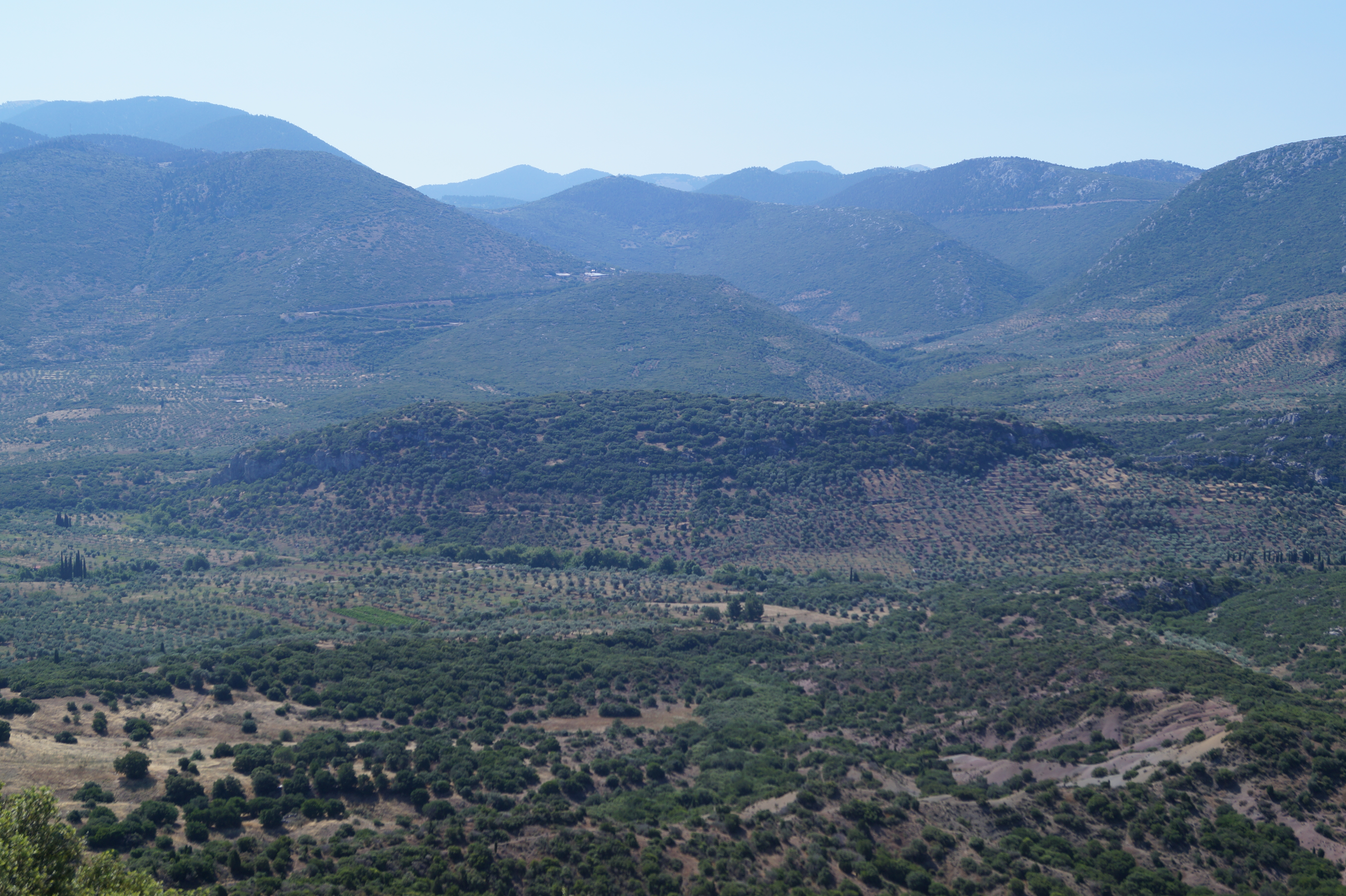
Blick vom Kloster Hosios Lukas auf die Akropolis von Stiris

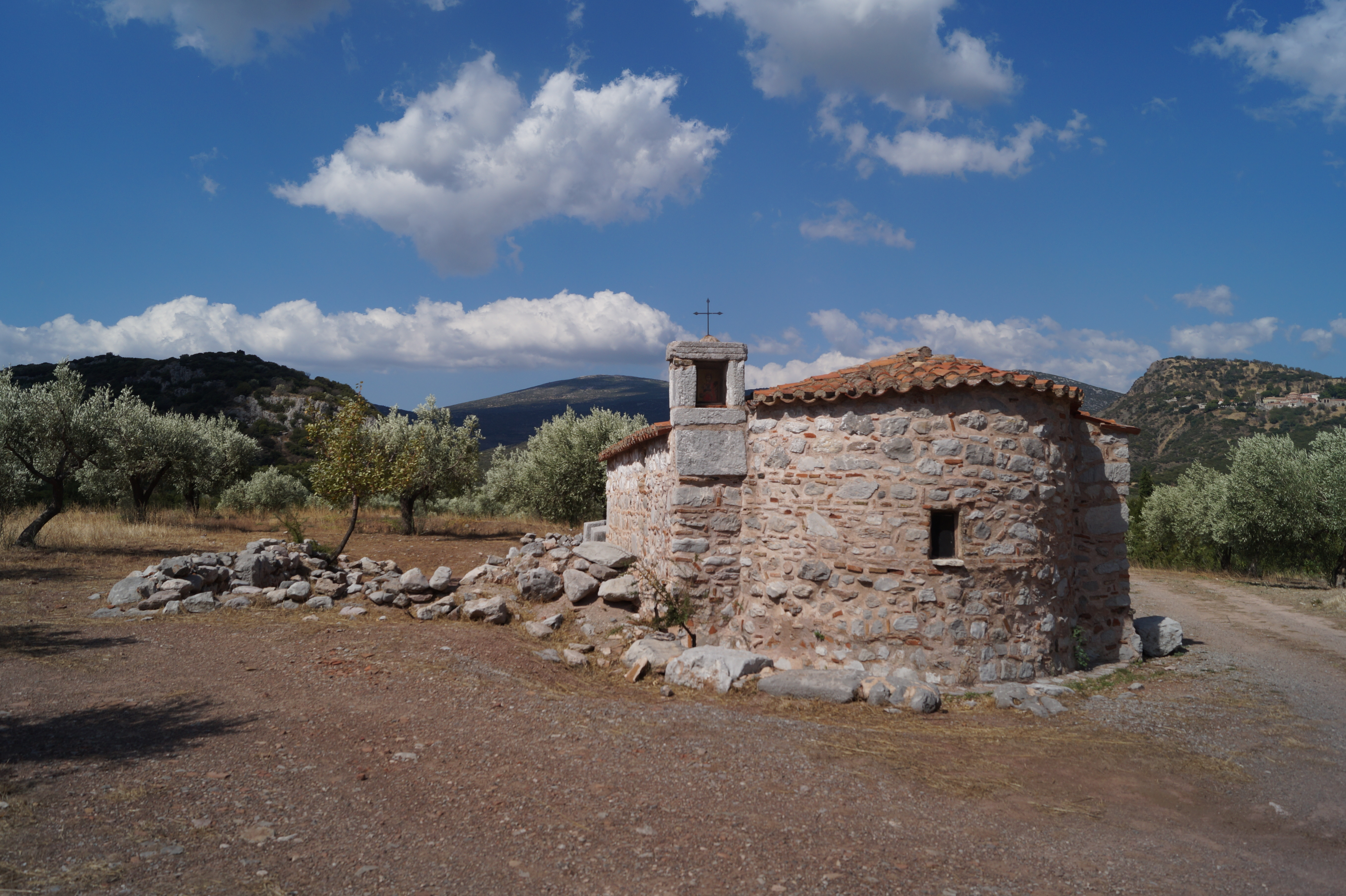
Agios Georgios Kirche von Stiris

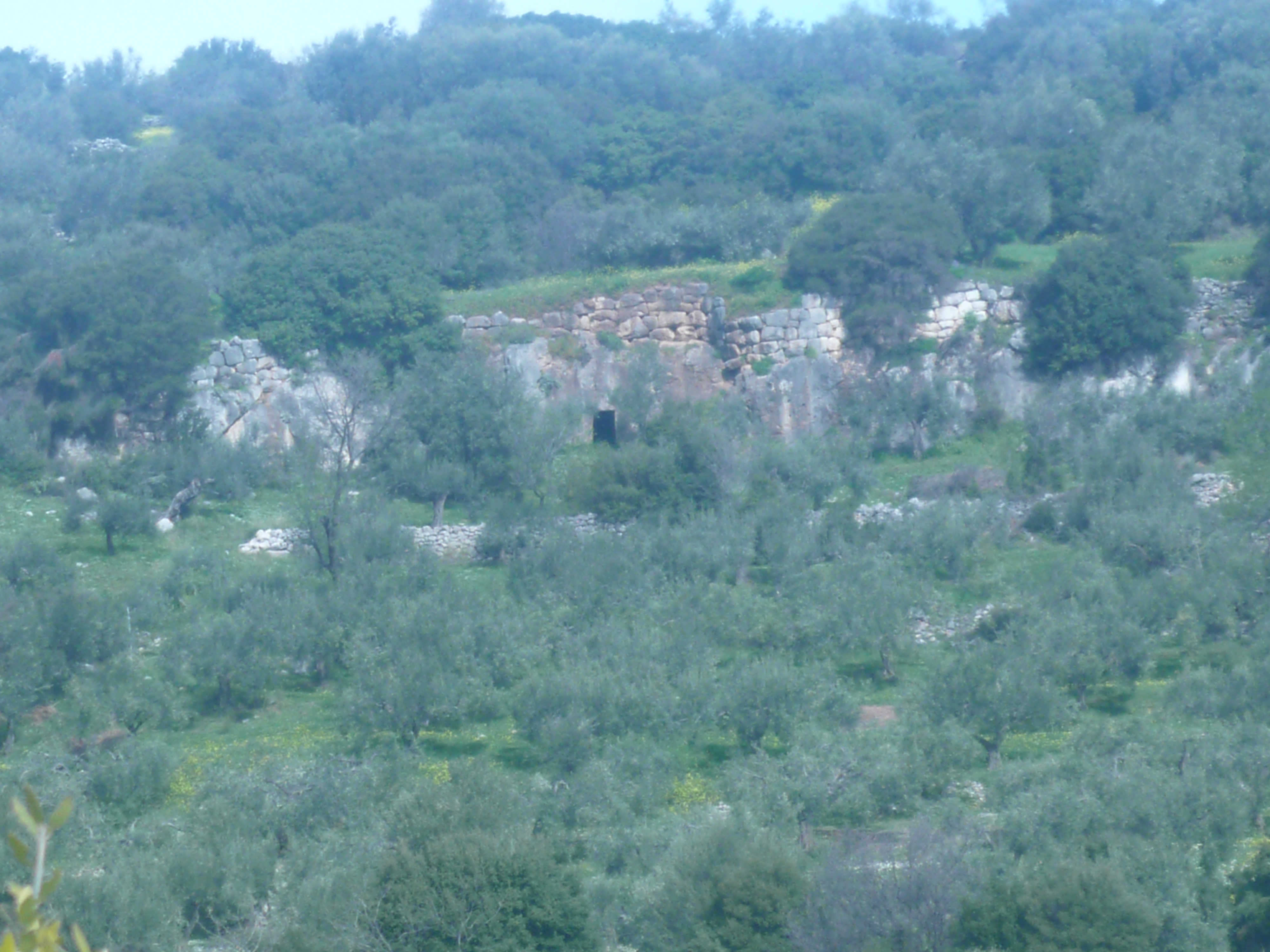
Stadtmauer von Stiris

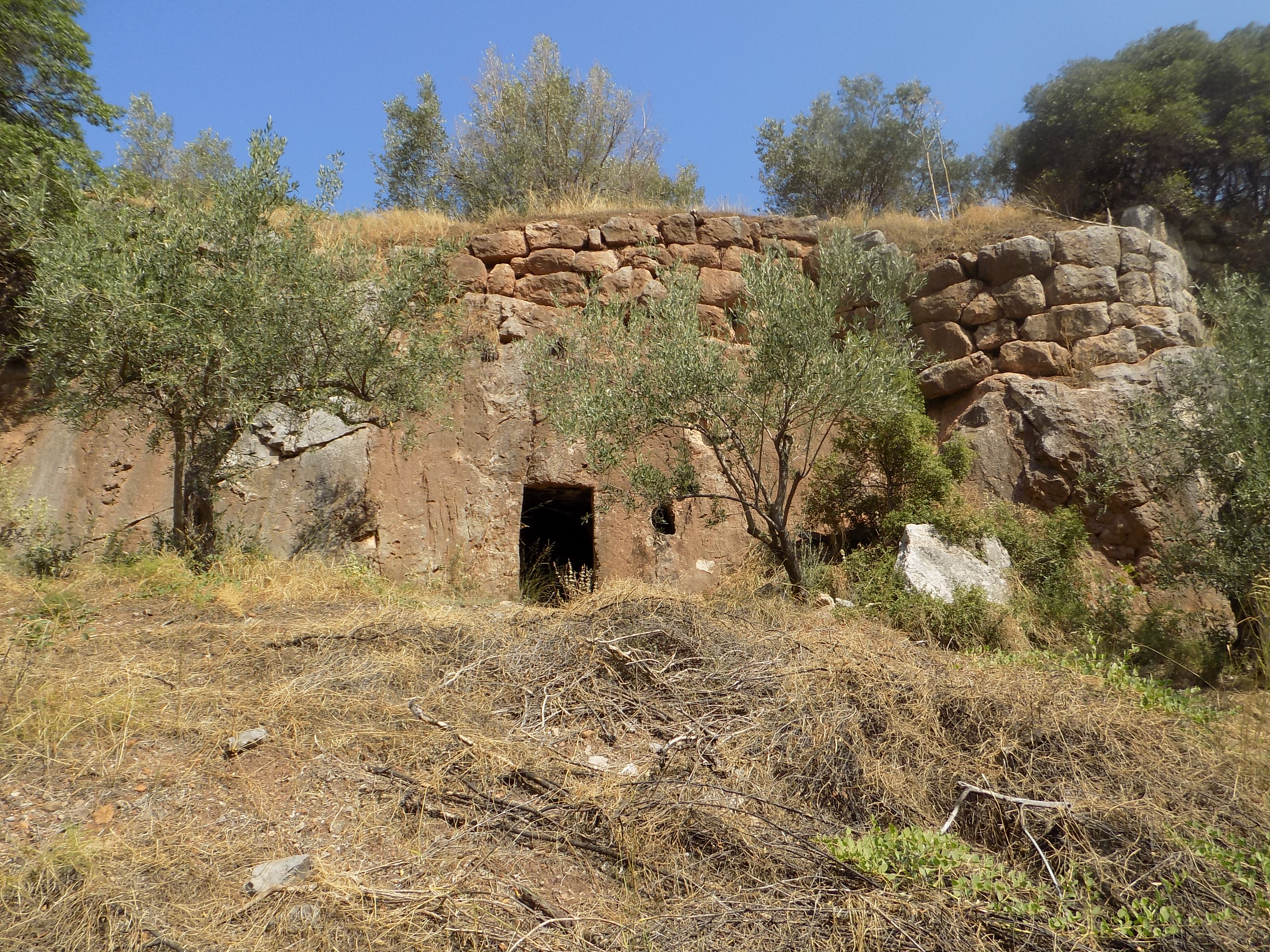
Eingang zur Einsiedelei des Lukas von Steiris mit Teil der Stadtmauer und einem halbrunden Turm

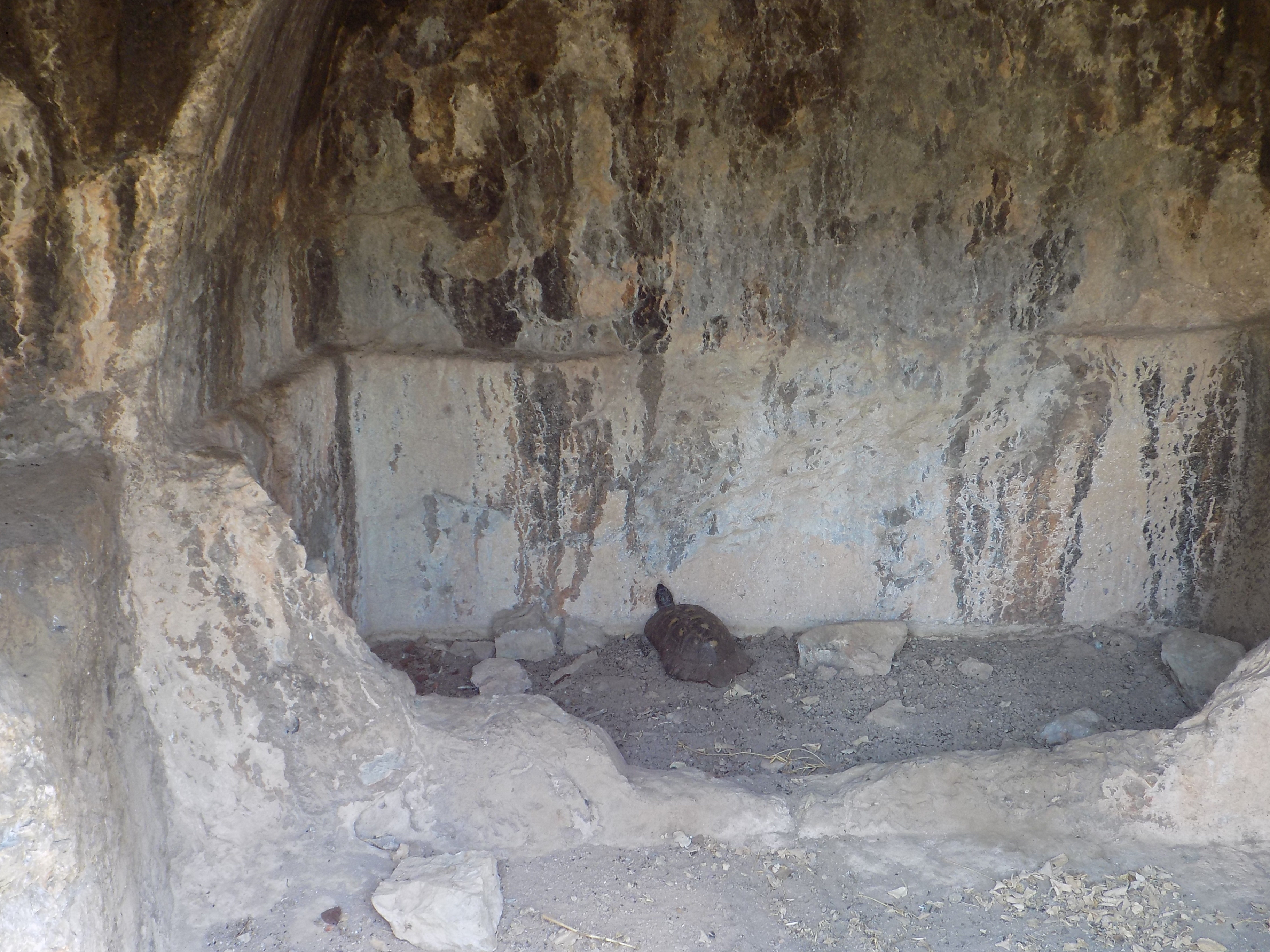
Arkosolium in der Einsiedelei des Lukas von Steiris

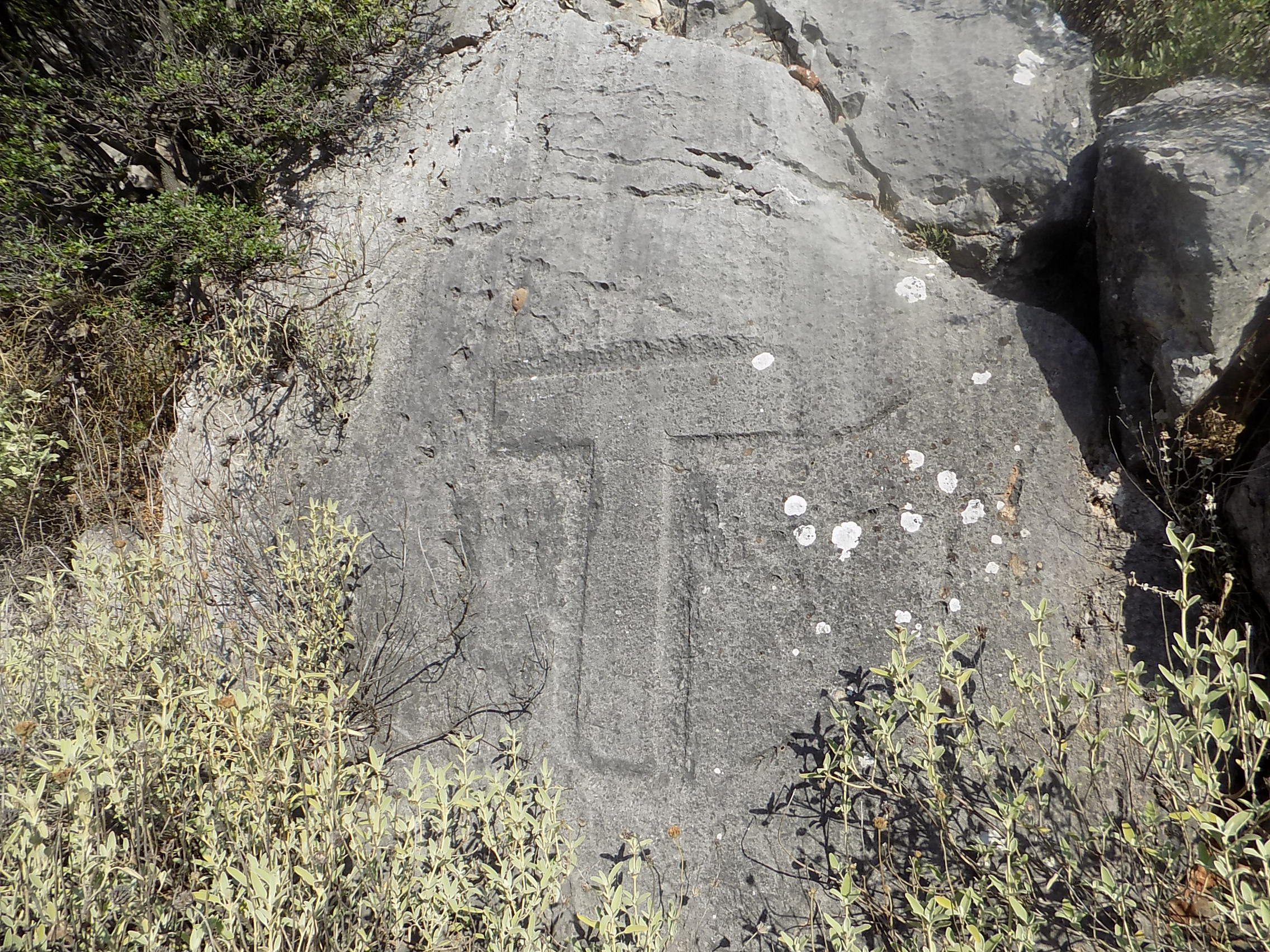
In den Fels graviertes T

Stiris (altgriechisch Στῖρις) oder Steiris (altgriechisch Στείρις) war eine antike griechische Stadt in der Phokis.

## Überlieferung und Geschichte
Nach der Überlieferung wurde Peteos, der Sohn des Orneus, von Aigeus aus Attika vertrieben. Er floh mit einer Gefolgschaft nach Phokis und gründete eine Stadt. Da sich in seinem Gefolge hauptsächlich Einwohner aus dem attischen Demos Steiria befanden nannte er die Stadt Stiris. Die Stadt lag an der Grenze zu Böotien und eine 180 Stadien (etwa 33 km) lange Straße führte nach Norden über den Helikon zum böotischen Chaironeia.
Stiris wurde wahrscheinlich 480 v. Chr. während des zweiten Perserkriegs von den Persern unter Xerxes I. zerstört und schon bald wieder errichtet. Auch am Ende des Dritten Heiligen Kriegs wurden alle beteiligten phokischen Städte zerstört und deren Befestigungsmauern eingerissen. Stiris ereilte ebenfalls dieses Schicksal, es wurde jedoch später wieder aufgebaut. Als Kleombrotos I. 371 v. Chr. vor der Schlacht bei Leuktra von Ambrosos kommend Thisbe besetzte, zog er sehr wahrscheinlich an Stiris vorbei über den Pass von Megali Loutsa (griechisch Μεγάλη Λούτσα). Im 3. Jahrhundert v. Chr. kam es zu Grenzstreitigkeiten mit Panopeus, die zu Gunsten von Panopeus entschieden wurden. Laut einer Inschrift bildete Stiris um 175 v. Chr. zusammen mit Medeon eine Sympoliteia. Vermutlich wurde Stiris nochmals 147 v. Chr. von den Römern zerstört und danach wieder errichtet. Die letzte Inschrift, die man in Stiris entdeckte, war auf einer Basis zu einer Statue zu Ehren von Julia Domna eingraviert und datierte in die Jahre 209–211. Wann die Stadt aufgegeben wurde, ist unbekannt, sie scheint jedoch noch im Mittelalter bewohnt gewesen zu sein. Ende des 14. Jahrhunderts verfügte Bernardo Ballester über das Kastell von Stiri. Als der Katalane Peter IV. 1381 Herzog von Athen wurde, bestätigte er dessen Besitz des Kastells.

## Beschreibung
Das antike Stiris lag etwa 1,4 km südöstlich des Klosters Hosios Lukas und etwa 4,5 km südöstlich des heutigen Stiri. Die Akropolis lag auf der etwa 400 m hohen Erhebung Boulio (griechisch Μπούλιο), die auch Hügel von Agios Nikolaos genannt wird und sich etwa 50 m über die Ebene erhebt. Pausanias berichtete, dass es auf der felsigen Akropolis kaum Brunnen gab und sich das Wasser nur zum Waschen und Tränken der Tiere eignete. Trinkwasser mussten sie aus etwa 700 m Entfernung von einem unterirdischen Brunnen, der in den Fels geschlagen war, holen. Auf der Akropolis stand das Heiligtum der Demeter Steiritis, das aus ungebrannten Lehmziegeln errichtet war. In ihm stand eine Statue der Demeter mit Fackeln aus Pentelischem Marmor und daneben eine ältere Statue der Göttin, die mit Binden umwickelt war.
Der Kleisoura, der im Helikon entspringt, führt heute nur zeitweise Wasser. Er fließt von Osten kommend nördlich am Boulio vorbei, nimmt nördlich das Wasser eines Bachlaufs auf und vereinigt sich westlich der Akropolis mit dem von Osten kommenden Katrougas, bevor er in die Schlucht von Kleisoura abfließt und beim antiken Medeon in den Golf von Antikyra mündet. Schon in der Antike gab es eine Verbindungsstraße zur Küste durch die Kleisoura-Schlucht, in der heute noch eine alte Steinbrücke zu sehen ist. Die Ortsbezeichnung Paliochorio (griechisch Παλιοχώρα = altes Dorf) östlich der Akropolis erinnert noch an die Lage der Unterstadt von Stiris. Hier steht heute noch 15 m südlich des Kleisouras die einschiffige Agios Georgios Kirche. Sie wurde in spät- oder nachbyzantinischer Zeit innerhalb der Grundmauern einer frühchristlichen einschiffigen Kirche erbaut. Zum Bau wurden auch Spolien dieser Kirche verwendet. In der Kirche sind noch Teile des frühchristlichen Mosaikbodens erhalten.
Stiris wurde bisher nicht archäologisch erforscht, trotzdem sind einige Baureste heute zu erkennen. Die Akropolis von Stiris war im Osten durch eine Mauer, die noch über 1 m hoch erhalten ist, befestigt. Die West- und Nordostseite blieben nach heutiger Erkenntnis unbefestigt, da die Felsen hier steil abfallen. Die Mauern waren mit mehreren quadratischen und halbrunden Türmen befestigt. Man kann mindestens vier Bauphasen der Befestigungsmauern ausmachen, die man der mykenischen, klassischen, frühchristlichen bzw. byzantinischen und der katalanischen Zeit (14. Jahrhundert) zuordnet.
Auf der Akropolis fand man die Ruinen der Agios Nikolaos Kirche und in deren Nähe Zisternen, Steintröge, Gebäudefundamente und zahlreiche Inschriften. Fast alle Inschriften, die vom 3. Jahrhundert v. Chr. bis in die Römische Kaiserzeit reichen, erwähnen den Gott Asklepios und teilweise auch Aphrodite. Man vermutet, dass an der Stelle, an der heute die Ruinen der Kirche liegen, die aus antiken Bauresten erbaut wurde, einst das Asklepieion von Stiris lag. Auf der Akropolis entdeckte man zahlreiche Tonscherben und Werkzeuge. An zwei Stellen fand man das Monogramm T in den Fels eingraviert. Das von Pausanias beschriebene Demeter-Heiligtum und die Quelle unterhalb der Stadt konnten bisher noch nicht lokalisiert werden.
Am östlichen Fuß der Akropolis wurden Grabkammern mit rechteckigem Eingang in den Fels gehauen. Sie wurden möglicherweise schon in mykenischer Zeit angelegt. Später wurden darin Akrosolien in die Seitenwände gehauen. Sie wurden bis in römische Zeit verwendet. Auch die Ebene östlich der Akropolis wurde als Friedhof genutzt, wie Schachtgräber und Dachziegel von römischen Ziegeldachgräbern belegen. Ein besonders großes Grab mit rechteckigem Eingang und rechteckiger Grabkammer mit jeweils einem Arkosolium an drei Wänden soll die Einsiedelei des Lukas von Steiris gewesen sein. Es war ursprünglich eine vorgeschichtliche Grabkammer, die in römischer und byzantinischer Zeit wiederverwendet wurde. Die Gegend östlich der Akropolis soll deshalb Askitario (griechisch Ασκηταριό = Einsiedelei) genannt worden sein.
Stiris lag an einem wichtigen Verkehrsknotenpunkt an der Grenze zu Böotien und hatte deshalb vor allem strategische Bedeutung. Die Straßen waren zusätzlich noch mit Wachposten abgesichert. So gab es am westlichen Ende der Kleisoura-Schlucht in der Nähe von Medeon, südlich des Berges Skartzi bei der Agios Spyridon Kirche, östlich des Aluminiumwerks Aluminium de Grece einen 5,10 × 5,10 m großen Turm. Ein weiterer Turm lag am östlichen Hang des Amalia in etwa 500 m Höhe. Auch das Kloster Hosios Lukas scheint früher eine befestigte Burg gewesen zu sein. Außerdem befand sich etwa 280 m westlich des Klosters auf der höchsten Erhebung ein weiterer Wachturm. Auch an der Straße nach Nordwesten im heutigen Ort Stiri gab es einen befestigten Wachposten.